# Gankaku
Gankaku (岩鶴 Gankaku?, “la grulla sobre la roca”) es un kata avanzado del estilo Shotokan de karate. Se la conoce en otros estilos de karate con el nombre de Chintō.

## Etimología
Originalmente el kata se llamaba Chintō, pero posteriormente Gichin Funakoshi lo renombró a  Gankaku, posiblemente para evitar el sentimiento antichino de la época.[cita requerida]

## Historia
Se dice en una leyenda, que no se puede corroborar, que el kata lo trajo el marinero chino Chintō (a veces referido como «Annan») tras naufragar su barco en la costa okinawense. Para sobrevivir, Chintō se dedicó a robar de los cultivos de la gente de allí, escondiéndose en las cuevas de la costa, evitando su captura. El legendario creador del Shuri-Te, el maestro Sōkon Matsumura, quien era el maestro de karate y guardaespaldas del último rey del reino Ryūkyū, Sho Tai; fue enviado para derrotar a Chintō. En la pelea, que se desarrolló en el refugio de Chinto, el experimentado Matsumura se encontró igualado por el extraño, y a consecuencia le pidió que le enseñara sus técnicas.
Un artículo en un periódico de 1914, escrito por Gichin Funakoshi y basado en los comentarios de su maestro Ankō Itosu acerca del incidente  (estudiante de Sōkon Matsumura), dice lo siguiente:

Aquellos (maestros) que recibieron instrucción de un náufrago llamado Annan proveniente de la provincia china de Fuzhou incluyeron: Gusukuma y Kanagusuku (Chintō), Matsumura y Oyadomari (Chinte), Yamasato (Jiin) y Nakasato (Jitte), todos nativos de Tomari, quienes aprendieron los kata separadamente. Siendo la razón que su maestro tenía prisa por volver a su país.
Shōtō, 1914

Sin embargo, ¿qué es Chintō exactamente?, ¿una forma para combatir en terreno inestable? como lo afirma el investigador Bruce Clayton en su libro "Shotokan Secret". Aun así existe una forma (kata) llamada "Chen Tou" en chino mandarín (Chinto en japonés, lit. "hundir la cabeza") en Wu Zho Wuan (conocido como "Ngo Cho Kuen" o "el puño de los cinco ancestros"), que era un estilo popular en los distritos Quanshou y Shamen (Amoy) de Fujian, o Fukien, la provincia al sudoeste de China frente al moderno Taiwán, un destino y punto de partida popular para el comercio y la migración hacia y desde Okinawa antes del siglo XX.
"Chen Tou" hace referencia a hundir el cuerpo y proteger la cabeza. En el kata Chintō okinawense esta es la primera técnica; pero en el estilo de kung fu del "puño de los cinco ancestros" es la última.
Existen tres "familias" distintas de Chintō en el karate okinawense moderno:
1. Linaje de Matsumura/Itosu (ejecutado de frente a atrás). La practicada en Shotokan, y Shito Ryu.
2. Linaje de Kosaku Matsumora (ejecutado de lado a lado).
3. Linaje de Chotoku Kyan (ejecutado en ángulo de 45°). La practicada por los estilos matsubayashi Shorin Ryu (Shishin Nagamine) e Isshin Ryu (Tatsuo Shimabuku)

### Equivalencias entre estilos
Este kata también se encuentra presente en otros estilos de karate, con distinto nombre y algunas diferencias en su ejecución.
- Gankaku: Shotokan.
- Chintō: Shitō-ryū, Shōrin-ryū, Isshin-ryū, Wadō-ryū, Gensei-ryū, Ryukyu Kempo, Shindō jinen-ryū, Shukokai.
- Jin Do / Jin Te: Tang Soo Do (Karate coreano).

### Vídeos
- Gankaku, por Hirokazu Kanazawa en YouTube.
- Gankaku, por Masahiko Tanaka en YouTube.
- Gankaku, por el maestro M. Ueki de la JKA en los 60 en YouTube.

- Datos: Q26209000